# پل قره کور پو (پل سیاه)
پل قره کور پو (پل سیاه) مربوط به دوره صفوی است و در شهرستان ماکو، انتهای جاده ماکو به بازرگان واقع شده و این اثر در تاریخ ۷ مهر ۱۳۸۱ با شمارهٔ ثبت ۶۴۰۵ به‌عنوان یکی از آثار ملی ایران به ثبت رسیده است.